# Milton Erickson
Milton Hyland Erickson (Aurum, Nevada, 5 de Dezembro de 1901 – Phoenix, Arizona, 25 de Março de 1980) foi um psiquiatra estadunidense especialista em terapia familiar sistêmica e uma das autoridades mundiais nas técnicas de hipnose aplicada à psicoterapia. Criador da hipnose eicksoniana. Foi fundador e presidente da Sociedade Americana de Hipnose Clínica, membro da Associação Americana de Psiquiatria, Associação Americana de Psicologia e da Associação Americana de Psicopatologia.
Entre as contribuições de Erickson está a sua influência na programação neurolingüística que foi baseada, em parte, em seus métodos de trabalho.